# Phorbia erlangshana
Phorbia erlangshana este o specie de muște din genul Phorbia, familia Anthomyiidae, descrisă de Feng în anul 1987. Conform Catalogue of Life specia Phorbia erlangshana nu are subspecii cunoscute.